# 高昌区

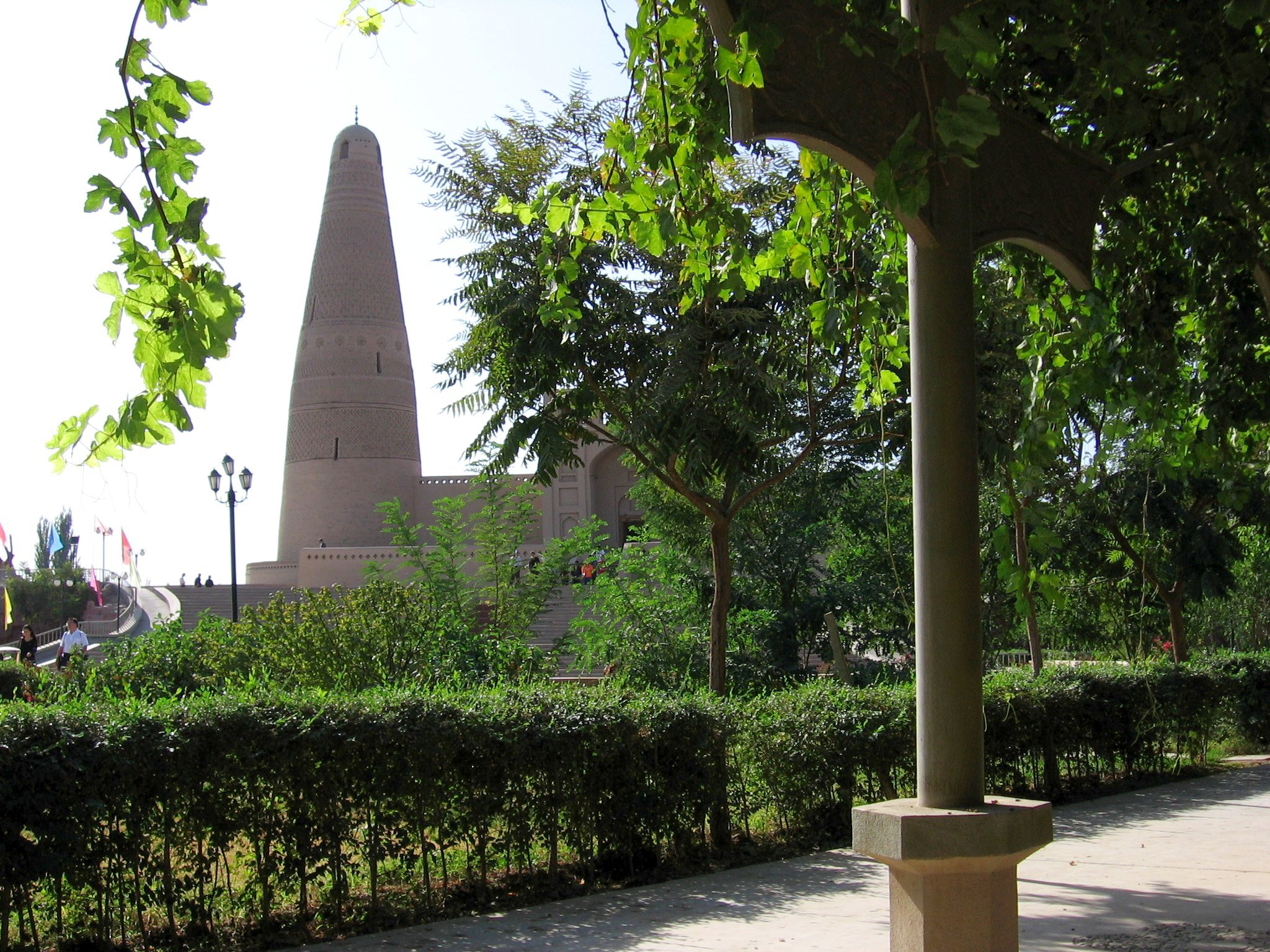
街の風景。背後にあるのは蘇公塔

高昌区（こうしょう-く）は、中華人民共和国新疆ウイグル自治区トルファン市に位置する市轄区。トルファン盆地の中央に位置する。古くより交通の要所であり、シルクロードの要衝として栄えた。現在は観光都市となっている。

## 歴史
前漢代に車師国の一つ車師前国があり、その王城は交河城（ヤルホト）と言った。この城の下には河が流れているので、交河城と言う。その当時で人口が六千五百とある（当時の首都・長安の人口が二十四万ほど）。この交河は現在のトルファン市街から西に10キロメートルほど行った所にその遺跡がある。これに対して漢は現在のトルファン市街から東へ45キロメートル行った所に高昌城（カラホジョ）を築いて屯田を行っていた。
その後、中国から戦乱を避けて高昌へと移り住むものが多くなり、北涼の王族の沮渠氏が車師国を滅ぼして、450年に高昌国を立てる。この高昌国は柔然に圧迫されて滅び、その後は北方民族（柔然・高車・突厥）の影響下の元に闞・張・馬の四氏が王となり、498年に麴嘉（きくか）が高昌王になり、640年に唐に滅ぼされるまで続く。
高昌を征服した唐はこの地に安西都護府を置いて西域経営の拠点とした。しかし唐は755年のソグド人と突厥の混血でもあった安禄山による長安占領(安史の乱)などを経て国力を弱めていく。唐はその後、ウイグル帝国に援軍を要請し、ウイグル軍が安史の乱を鎮圧する。以後、ウイグル帝国とともにチベット(吐蕃)も唐の混乱に乗じて台頭する。
9世紀になると天山ウイグル王国の支配下に入り、夏都とされた。
モンゴル帝国の征服後にはチャガタイ・ハン国に領有され、分裂後は東チャガタイ・ハン国の領有となる。チャガタイ・ハン国が弱体化しティムールに支配されるとその支配下となったが、1500年にシャイバーン朝によりティムール朝が弱体化すると、再び東チャガタイ・ハン国（モグーリスタン・ハン国）の支配下となる。1514年にチャガタイの末裔がカシュガルでヤルカンド・ハン国を建てると、1679年までその支配下となった。
トルファンの名前は明代より流布し始め、その意味はウイグル語で「くぼんだ地」を意味する。西域番国志によると、15世紀初頭、明の永楽帝の命を受けた陳誠が、陸路でこの地（「土爾番」と記録されている）を訪れている。
清代にはジュンガルとの間で争奪戦が行われ、清が勝利する（ジョーン・モドの戦い）。
20世紀にはいると、ドイツのグリュンヴェーデルやル・コック、イギリスのスタイン探検隊、日本の大谷探検隊がこの地に入り、出土品を持ち帰った。その中でも文献群は敦煌文献と並んで貴重であり、西域と古代の研究に大量の史料をもたらした。
2015年3月16日、トルファン地区が地級市のトルファン市に昇格するとともに、旧トルファン市が市轄区の高昌区となる。

## 地理
トルファン盆地の中央に位置し、北に天山山脈を臨む。
トルファンは海抜がマイナスの場所がほとんどであり、トルファン市街のそばにあるアイディン湖の水面は海抜-154mで、中国で最も低いところにある。
150キロ北西にウルムチ、350キロ東にハミが位置している。

### 気候
一年を通して非常に乾燥している砂漠気候で年間降水量は20mmにしかならない。海抜-154mという低地にあるため、夏の暑さは非常に過酷で、最高気温は平均で40℃に上り、最高気温極値はで50.2℃を記録した。冬の寒さは厳しいものの、ウルムチよりは温暖である。標高で約1,000mも低い位置にあるためである。また砂漠地帯であるために風が非常に強く、20m以上の風が吹いている。
| トルファン（1971 - 2000年平均、極値1951 - 2017年）の気候 | トルファン（1971 - 2000年平均、極値1951 - 2017年）の気候 | トルファン（1971 - 2000年平均、極値1951 - 2017年）の気候 | トルファン（1971 - 2000年平均、極値1951 - 2017年）の気候 | トルファン（1971 - 2000年平均、極値1951 - 2017年）の気候 | トルファン（1971 - 2000年平均、極値1951 - 2017年）の気候 | トルファン（1971 - 2000年平均、極値1951 - 2017年）の気候 | トルファン（1971 - 2000年平均、極値1951 - 2017年）の気候 | トルファン（1971 - 2000年平均、極値1951 - 2017年）の気候 | トルファン（1971 - 2000年平均、極値1951 - 2017年）の気候 | トルファン（1971 - 2000年平均、極値1951 - 2017年）の気候 | トルファン（1971 - 2000年平均、極値1951 - 2017年）の気候 | トルファン（1971 - 2000年平均、極値1951 - 2017年）の気候 | トルファン（1971 - 2000年平均、極値1951 - 2017年）の気候 |
| 月                                                       | 1月                                                      | 2月                                                      | 3月                                                      | 4月                                                      | 5月                                                      | 6月                                                      | 7月                                                      | 8月                                                      | 9月                                                      | 10月                                                     | 11月                                                     | 12月                                                     | 年                                                       |
| -------------------------------------------------------- | -------------------------------------------------------- | -------------------------------------------------------- | -------------------------------------------------------- | -------------------------------------------------------- | -------------------------------------------------------- | -------------------------------------------------------- | -------------------------------------------------------- | -------------------------------------------------------- | -------------------------------------------------------- | -------------------------------------------------------- | -------------------------------------------------------- | -------------------------------------------------------- | -------------------------------------------------------- |
| 最高気温記録 °C （°F）                                   | 8.5 (47.3)                                               | 19.5 (67.1)                                              | 31.7 (89.1)                                              | 40.5 (104.9)                                             | 43.6 (110.5)                                             | 47.6 (117.7)                                             | 49.0 (120.2)                                             | 47.8 (118)                                               | 43.4 (110.1)                                             | 34.3 (93.7)                                              | 23.0 (73.4)                                              | 9.6 (49.3)                                               | 49.0 (120.2)                                             |
| 平均最高気温 °C （°F）                                   | −2.3 (27.9)                                              | 6.0 (42.8)                                               | 16.3 (61.3)                                              | 26.5 (79.7)                                              | 33.3 (91.9)                                              | 37.9 (100.2)                                             | 39.6 (103.3)                                             | 38.0 (100.4)                                             | 31.9 (89.4)                                              | 21.8 (71.2)                                              | 9.5 (49.1)                                               | −0.8 (30.6)                                              | 21.5 (70.7)                                              |
| 日平均気温 °C （°F）                                     | −7.6 (18.3)                                              | −0.5 (31.1)                                              | 9.5 (49.1)                                               | 19.3 (66.7)                                              | 25.9 (78.6)                                              | 30.5 (86.9)                                              | 32.2 (90)                                                | 30.0 (86)                                                | 23.2 (73.8)                                              | 13.2 (55.8)                                              | 2.7 (36.9)                                               | −5.8 (21.6)                                              | 14.4 (57.9)                                              |
| 平均最低気温 °C （°F）                                   | −12.1 (10.2)                                             | −6.0 (21.2)                                              | 3.2 (37.8)                                               | 12.4 (54.3)                                              | 18.7 (65.7)                                              | 23.2 (73.8)                                              | 25.0 (77)                                                | 22.8 (73)                                                | 16.3 (61.3)                                              | 7.1 (44.8)                                               | −2.1 (28.2)                                              | −9.6 (14.7)                                              | 8.2 (46.8)                                               |
| 最低気温記録 °C （°F）                                   | −28.0 (−18.4)                                            | −24.5 (−12.1)                                            | −10.4 (13.3)                                             | −1.8 (28.8)                                              | 4.7 (40.5)                                               | 11.5 (52.7)                                              | 15.5 (59.9)                                              | 11.6 (52.9)                                              | 1.3 (34.3)                                               | −5.7 (21.7)                                              | −17.8 (0)                                                | −26.1 (−15)                                              | −28.0 (−18.4)                                            |
| 降水量 mm （inch）                                       | 1.1 (0.043)                                              | 0.5 (0.02)                                               | 1.2 (0.047)                                              | 0.5 (0.02)                                               | 0.9 (0.035)                                              | 2.9 (0.114)                                              | 1.9 (0.075)                                              | 1.8 (0.071)                                              | 1.6 (0.063)                                              | 1.7 (0.067)                                              | 0.6 (0.024)                                              | 1.0 (0.039)                                              | 15.7 (0.618)                                             |
| 平均降水日数                                             | 1.5                                                      | 0.3                                                      | 0.3                                                      | 0.6                                                      | 0.9                                                      | 2.3                                                      | 2.0                                                      | 1.9                                                      | 1.2                                                      | 0.7                                                      | 0.3                                                      | 1.1                                                      | 13.1                                                     |
| % 湿度                                                   | 60                                                       | 45                                                       | 31                                                       | 26                                                       | 28                                                       | 31                                                       | 33                                                       | 37                                                       | 42                                                       | 51                                                       | 54                                                       | 61                                                       | 41.6                                                     |
| 平均月間日照時間                                         | 159.7                                                    | 188.6                                                    | 239.5                                                    | 256.8                                                    | 299.6                                                    | 301.2                                                    | 311.7                                                    | 305.9                                                    | 278.8                                                    | 250.6                                                    | 184.7                                                    | 135.1                                                    | 2,912.2                                                  |
| 出典：中国气象局 国家气象信息中心 2014-01-01             |                                                          |                                                          |                                                          |                                                          |                                                          |                                                          |                                                          |                                                          |                                                          |                                                          |                                                          |                                                          |                                                          |

## 行政区画
4街道、5鎮、4郷を管轄：
- 街道弁事処：老城路街道、高昌路街道、葡萄溝街道、紅柳河街道
- 鎮：七泉湖鎮、大河沿鎮、ヤル鎮（亜爾鎮）、アイディンキョル鎮（艾丁湖鎮）、ユズュムチリク鎮（葡萄鎮）
- 郷：チャトカル郷（恰特喀勒郷）、カラゴジャ郷（二堡郷）、アスタナ郷（三堡郷）、シンギム郷（勝金郷）

## 民族
ウイグル族が70%を占め、残りは漢族が多い。

## 経済
観光以外では農業が主であり、ブドウ・綿花・ハミウリが特産。
砂漠地帯に水を持ってくるための機構が特徴的である（en:Turpan water system）。その水源は天山山脈の雪解け水で、山の麓から20 - 30mの間隔で井戸を掘って並べ、その底をつなげて水路としたものである。11世紀ごろにイスラム勢力より伝わったと言われ、カレーズ (坎児井) と呼ばれる。

## 交通
- トルファン駅
  - 蘭新線
  - 南疆線
- トルファン北駅
- トルファン交河空港

## 観光地

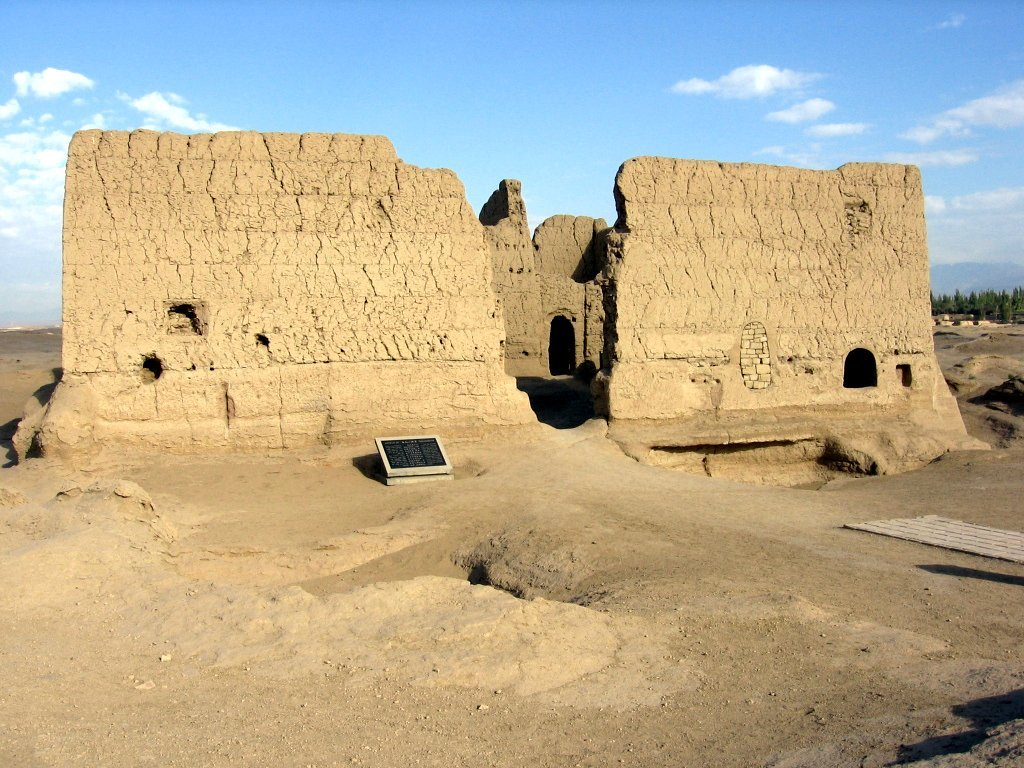
交河故城

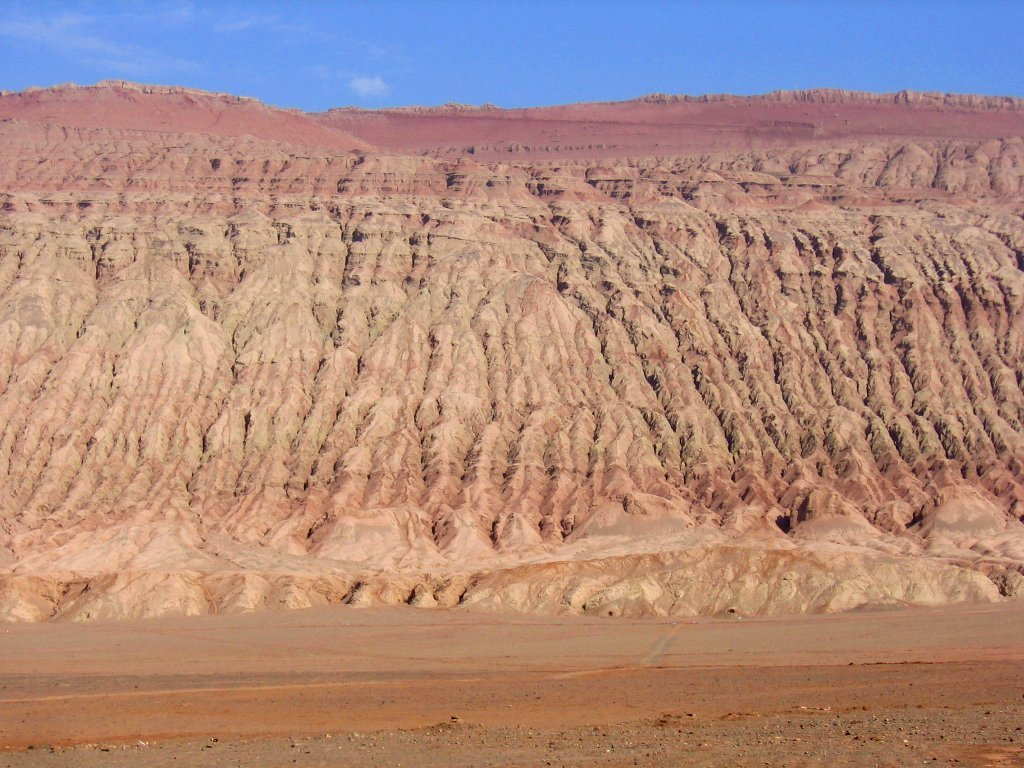
火焔山

- 雅爾湖（ヤールホト）古墳群（交河故城）
- アスターナ古墓群
- 洋海墓群（火焔山）
- 高昌故城
- ベゼクリク石窟寺院
- 蘇公塔
- トルファン・カレーズ楽園
- 葡萄溝
- トルファン博物館